# Британская концессия в Тяньцзине
Британская концессия в Тяньцзине (кит. 天津英租界) была одной из семи британских концессий в Китае и входила в число девяти иностранных сеттльментов в Тяньцзине. Она стала самой первой и наиболее успешной среди всех.
Территория концессии граничила с французской и немецкой концессиями на северо-западе и юго-востоке соответственно, а на противоположном берегу реки Хайхэ находилась российская концессия.
Британский сеттльмент процветал в экономическом отношении, и до сих пор в Тяньцзине сохранилось множество следов британского влияния.

## История

### Основание концессии

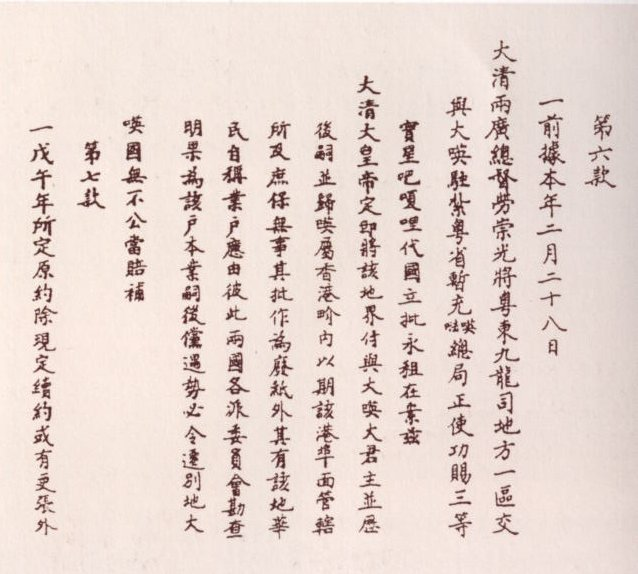
Китайская копия Пекинской конвенции

11 сентября 1860 года цинское правительство и Великобритания подписали Тяньцзиньский договор и Пекинскую конвенцию. В декабре того же года британский дипломат Фредерик Брюс принудил губернатора провинции Чжили выделить территорию под будущую концессию в соответствии с условиями конвенции.
Британская концессия была официально учреждена 17 декабря 1860 года. Первоначально её площадь составляла около 460 му (примерно 28,26 гектара) — участок на западном берегу реки Хай, где ранее располагалась деревня Чжицзулинь (紫竹林村). Из-за этого местные жители называли британскую и соседнюю немецкую концессии «Чжицзулиньскими концессиями» (紫竹林租界).

### Ранний период

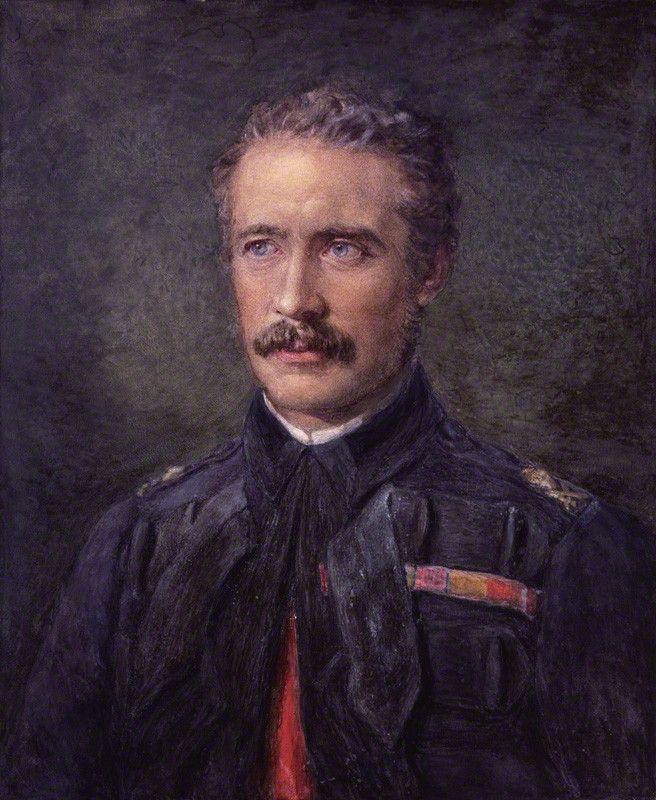
Чарльз Джордж Гордон, главный градостроитель британской концессии в Тяньцзине

Чтобы избежать расходов на освоение земель, большинство британских коммерсантов в Тяньцзине воздерживались от покупки участков в концессии, предпочитая арендовать землю в самом городе. Тем не менее, благодаря активной англо-китайской торговле концессия быстро развивалась: количество британских торговых судов у новых причалов выросло с 51 в 1861 году до 89 в 1862 году.
Вскоре на территории концессии появились представительства иностранных компаний, включая консульства Великобритании, Пруссии, Дании, Португалии и Бельгии, а также бильярдные залы, баскетбольные площадки, клубы и другие увеселительные заведения.
В 1870 году Тяньцзиньская резня (кит. 天津教案) привела к резкому увеличению потока иностранцев в британскую концессию. После того как разъярённая толпа сожгла французскую церковь и консульство, а консул Анри-Виктор Фонтенер был забит до смерти, многие иностранцы стали считать проживание в концессиях более безопасным, чем на остальной китайской территории.
Чтобы стимулировать торговлю, британские власти начали активное строительство новых причалов и портовых сооружений.
В 1883 году муниципалитет Тяньцзиня за счёт средств, собранных с концессионных причалов, проложил дорогу, соединившую порт с городом. Это значительно улучшило транспортное сообщение, но одновременно привело к упадку старого портового центра — торговым и финансовым ядром города теперь стала именно британская концессия. За период с начала 1870-х по 1894 год объём внешней торговли Тяньцзиня вырос более чем вчетверо — с 10 млн лян до 44,27 млн. Это сделало город одним из ключевых коммерческих центров Китая, а британскую концессию — самой процветающей среди всех иностранных сеттльментов в стране.Британская зона быстро затмила другие концессии. Поражение Франции в Франко-прусской войне (1870—1871) и затраты на колониальные кампании в Вьетнаме и Китае подорвали французскую торговлю. В результате французская концессия — единственная, способная конкурировать с британской, — потеряла свои позиции.

### Расширение территории концессии

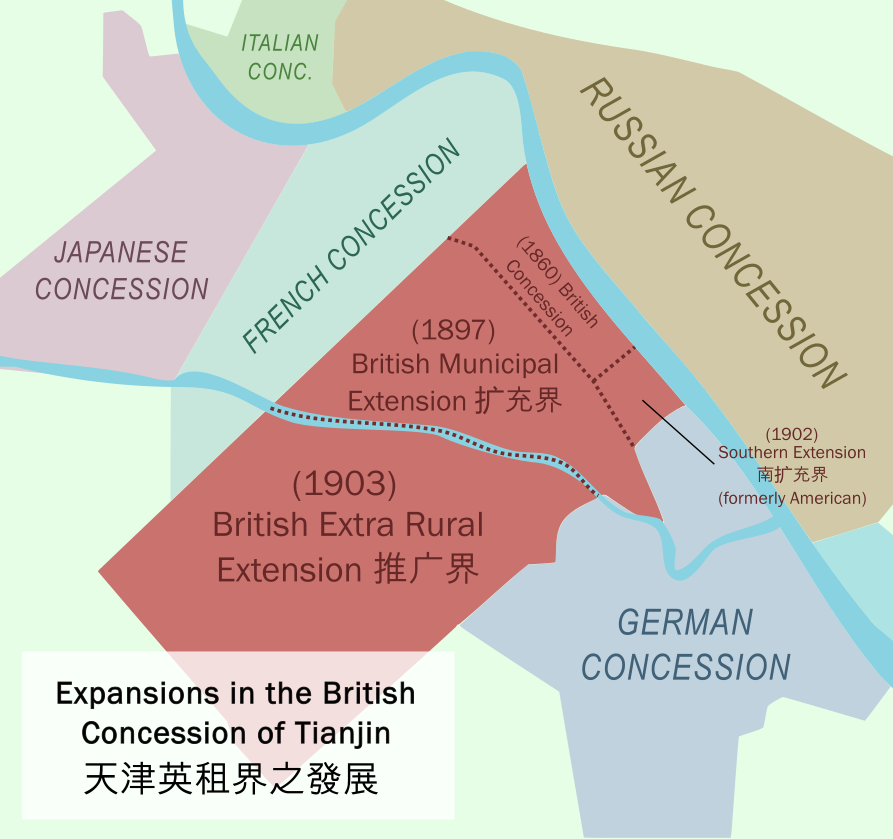
Изменения границ Британской концессии в Тяньцзине

31 марта 1897 года по результатам переговоров с цинским правительством британцы расширили свою концессию в западном направлении до реки Цянцзы (墙子河), получив дополнительно 1630 акров земли — так называемое «Муниципальное расширение».
23 октября 1902 года произошло слияние де-факто существовавшей Американской концессии с Британской, добавив 131 акр территории («Южное расширение»). Вскоре последовало новое расширение — на этот раз западнее реки Цянцзы, где британцы получили 3928 акров земли («Загородное расширение»).

### Политическое значение концессии
В июне 1923 года Ли Юаньхун объявил о переносе правительства Китайской Республики в Тяньцзинь, фактически — на территорию Британской концессии. Здесь издавались президентские указы и производились назначения, был организован гостевой дом для членов правительства. Это сделало Британскую концессию на некоторое время фактической резиденцией Президента Китайской Республики.

### Британо-японский конфликт и кризис концессии

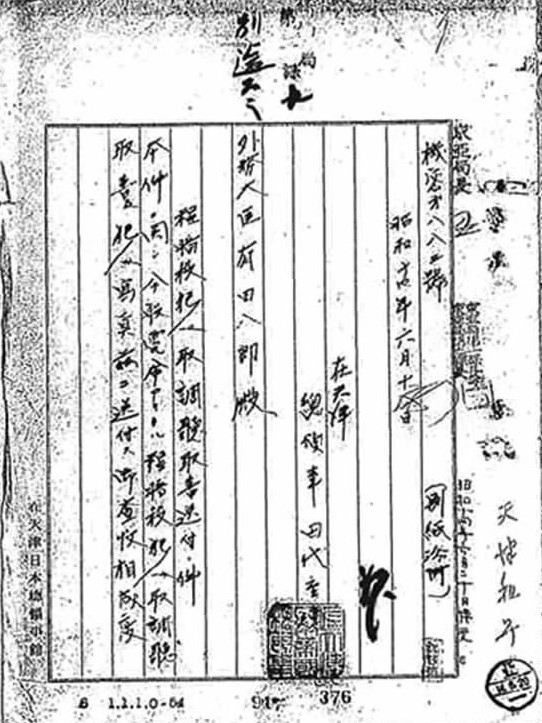
Дипломатическая переписка об инциденте с Чэн Сигэном

После начала Второй японо-китайской войны (1937) отношения между Великобританией и Японией резко обострились. Япония была возмущена британской критикой своих действий в Китае и помощью, которую Лондон оказывал Чан Кайши. Британская концессия в Тяньцзине стала яблоком раздора:
- Здесь хранились значительные серебряные резервы китайского правительства
- На её территории активно действовали антияпонские элементы, связанные с Гоминьданом
- Её существование мешало планам создания «Великой восточноазиатской сферы сопроцветания»

В 1939 году, накануне Второй мировой войны, японские войска нарушили международные соглашения, оккупировав одновременно британскую концессию в Тяньцзине и Гуланъюйское международное поселение в Сямыне.

#### Инцидент с Су Цинъу
Ещё в 1938 году японские власти потребовали от британской администрации выдать Су Цинъу — предполагаемого лидера антияпонских партизан, арестованного в концессии. Британцы отказались, заявив о недостатке доказательств его вины. Этот случай вызвал раскол в британском правительстве:
- Посол в Японии и консул в Тяньцзине выступали за выдачу
- Посол в Китае и МИД считали, что требования Токио — часть политики «нового порядка», направленной на вытеснение британского влияния из Азии

В итоге Су Цинъу так и не был передан Японии.

#### Убийство Чэн Сигэна и блокада
9 апреля 1939 года в Шанхайском кинотеатре «Гранд» был убит пропапонский деятель Чэн Сигэн, занимавший посты:
- Начальника тяньцзиньской таможни
- Управляющего местным отделением «Объединённого резервного банка Китая»

Четыре подозреваемых были арестованы в британской концессии. 5 июня Япония выдвинула ультиматум: если в течение двух дней подозреваемые не будут выданы — концессия будет блокирована.
14 июня японские войска установили полную блокаду, парализовав жизнь в сеттльменте. Особое возмущение в Британии вызвал обыск раздетых догола британских граждан при входе/выходе из зоны — независимо от пола.

#### Дипломатическая конфронтация
Премьер-министр Невилл Чемберлен пригрозил в парламенте экономическими санкциями, включая:
- Отмену режима наибольшего благоприятствования для Японии
- Денонсацию Англо-японского союза 1911 года
- Введение высоких пошлин на японские товары

Однако после капитуляции Франции (22 июня 1940) и изоляции Британии в Европе новый премьер Уинстон Черчилль предпочёл пойти на уступки.
12 июня 1940 года, несмотря на протесты Китая, было подписано Тяньцзиньское соглашение:
- Четыре подозреваемых выданы Японии и казнены
- Британия согласилась на японские условия по банковским активам
- После 372 дней блокада была снята

Этот кризис показал, как глобальная война ослабила позиции европейских держав в Азии перед лицом японской экспансии.

### Возвращение концессии Китаю
8 декабря 1941 года, с началом Тихоокеанской войны, японские войска повторно оккупировали британскую концессию в Тяньцзине. На этот раз:
- Лондон не имел возможности вести переговоры
- Концессия была полностью захвачена без каких-либо соглашений

18 февраля 1942 года Япония передала управление территорией марионеточному правительству Ван Цзинвэя в Нанкине. Торжественная церемония передачи состоялась 29 марта.

#### Окончательное возвращение
После капитуляции Японии в 1945 году гоминьдановское правительство объявило о полной ликвидации британской концессии, территория официально вошла в состав Китая и процесс завершил историю одного из самых процветающих иностранных сеттльментов в стране.

## Политическое устройство британской концессии

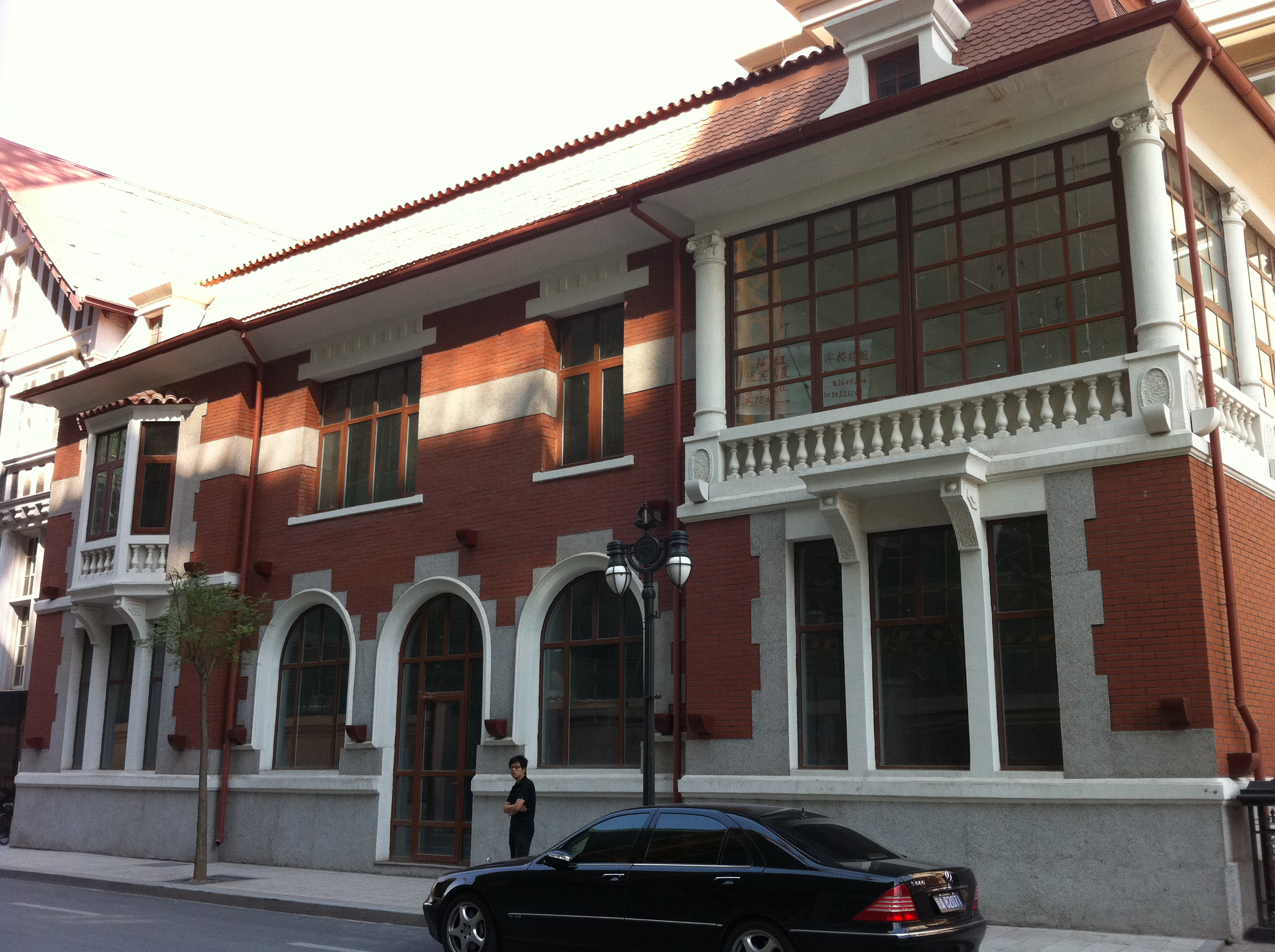
Здание бывшего британского консульства в Тяньцзине

Британская концессия в Тяньцзине отличалась уникальной для Китая системой самоуправления, скопированной с британской политической модели. Это была концессия с наибольшей степенью автономии иностранной диаспоры.

### Особенности управления
Британский консул не возглавлял Муниципальный совет и обычно не вмешивался в его повседневные административные дела, решения собрания налогоплательщиков могли быть отклонены консульством только в течение нескольких дней после принятия, полиция концессии подчинялась непосредственно Муниципальному совету, а не консульству.
Благодаря этим особенностям британскую концессию называли «автономным анклавом».

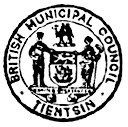
Герб Муниципального совета Тяньцзиньской британской концессии

### Муниципальный совет (1862—1943)

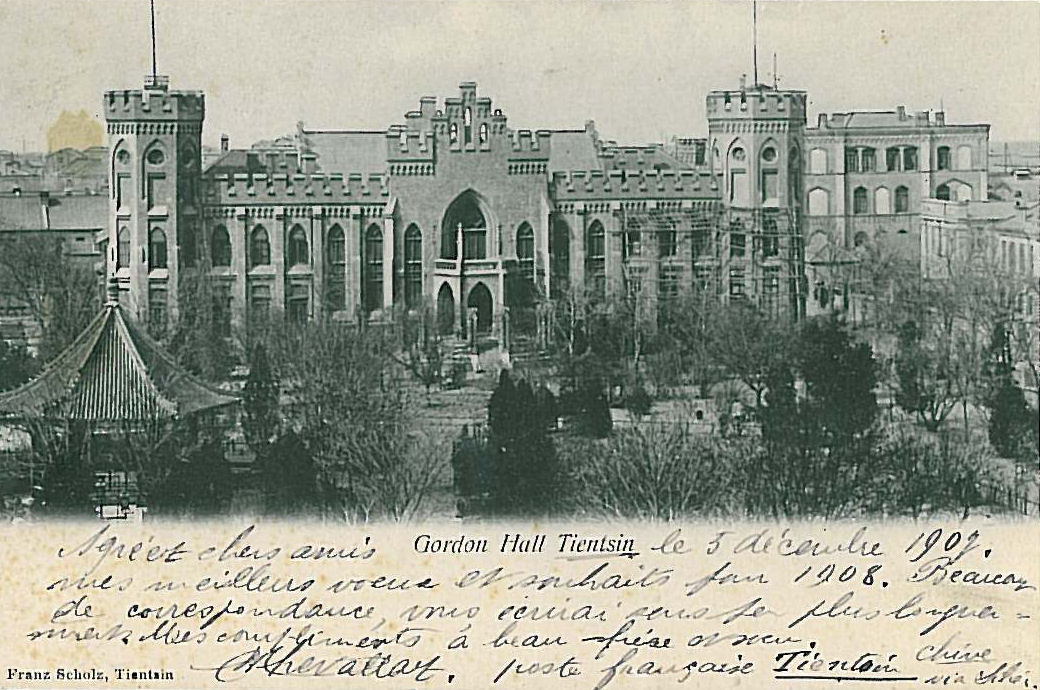
Здание Гордон-холла, около 1907 года

Высший административный орган концессии, созданный в 1862 году. С 1890 года размещался в Гордон-холле. Совет включал несколько департаментов, отраслевые комитеты, местные отделения.
Формально находился под контролем британского посла и МИДа, но обладал значительной самостоятельностью.

### Совет директоров
Главный орган управления, члены которого избирались налогоплательщиками на 1-летний срок.
Эволюция состава:
- До 1899: 5 британских директоров
- После 1899: увеличение до 9 членов
- 1902: после объединения с американской концессией — 5 британцев + 1 американец
- 1918: по новому уставу — не менее 5 британцев
- 1926: появились 2 китайских директора
- 1927: число китайских членов увеличилось до 3
- 1930: введена должность китайского вице-председателя

Полномочия Совета включали:
- Принятие местных законов
- Назначение чиновников
- Управление муниципальной собственностью
- Налоговая политика
- Развитие инфраструктуры[1]

### Британские казармы
Построены в 1900 году, занимали площадь 124 акра (23 500 м² зданий).
Гарнизон:
- 1900: 1400 солдат
- 1902: 806 солдат (после вывода войск Альянса 8 держав)
- 1930-е: более 3000 военнослужащих

История:
- 1937: оккупация японскими войсками
- 1945: переданы американской армии
- 1947: на территории создана Тяньцзиньская муниципальная средняя школа[9]

## Экономика британской концессии

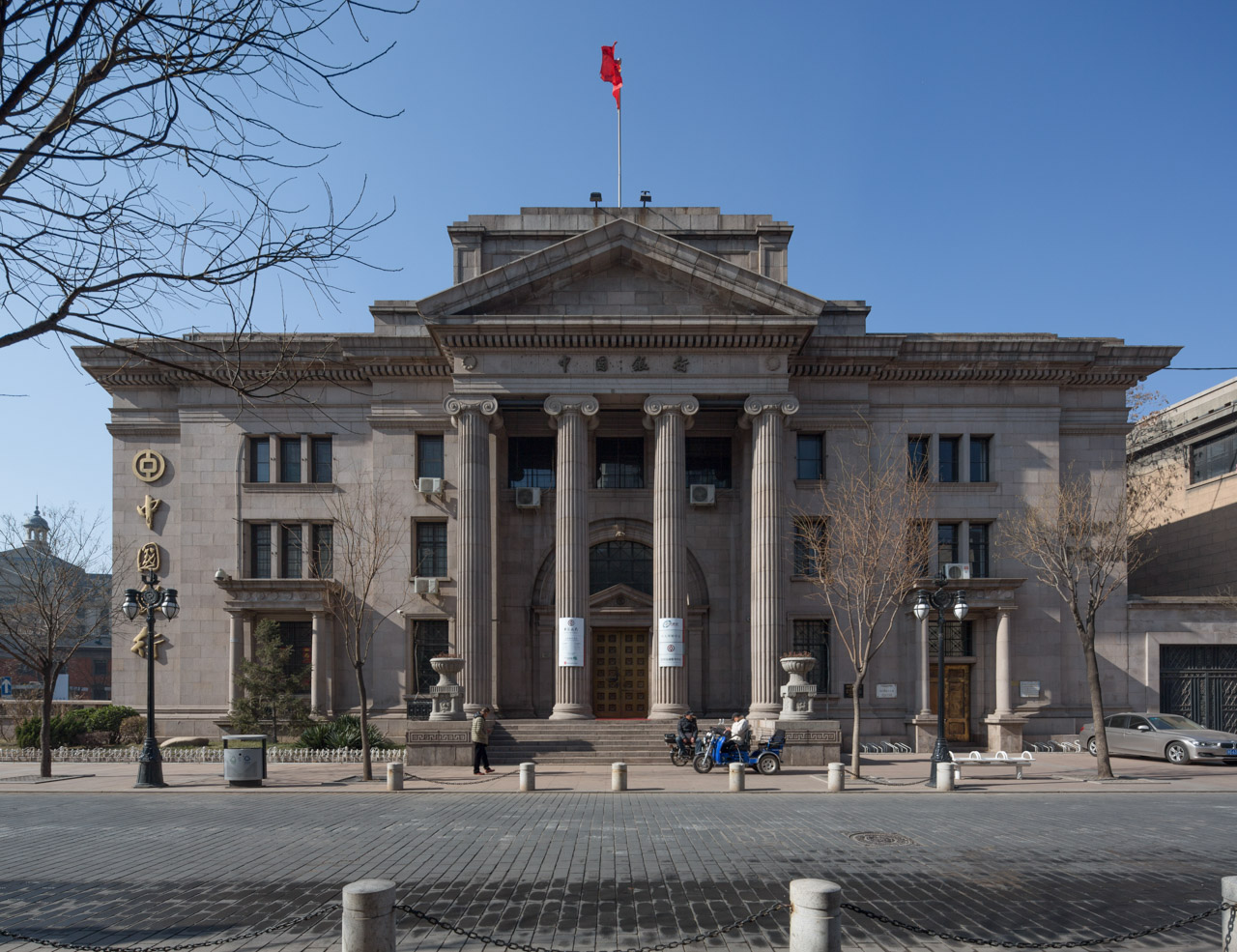
Здание банка HSBC в Тяньцзине, построенное в 1925 году

Инфраструктурные проекты концессии решили ключевые проблемы городского хозяйства:
- Централизованное водоснабжение и электроснабжение

- Дорожно-мостовое строительство

- Общественный транспорт

- Коммерческая и жилая застройка

Это создало благоприятную среду для инвестиций, сделав британскую концессию экономическим центром Тяньцзиня. К 1937 году здесь размещались 404 из 483 иностранных компаний города.
Факторы экономического успеха:
- Лидерство Великобритании в торговле с Китаем

- Финансовая независимость британских предпринимателей

- Первенство в создании концессии (1860 год)

- Влияние на формирование внешнеэкономической политики Тяньцзиня

### Промышленность
Ранний период (1860—1880-е):
- Иностранные предприятия сферы услуг

- Машиностроительные упаковочные производства

- Коммунальные компании (водоснабжение, электроэнергия)

### Расцвет (1890—1930-е)
Пищевая промышленность:
- Tianjin Wanguo Soda Co.

- Фармацевтические и ледовые фабрики Watson’s

- Молочные предприятия (включая американские)

Табачная монополия:
- British-American Tobacco Company контролировала 90 % рынка Северного Китая

Текстиль и машиностроение:
- 9 крупных предприятий, включая Siemens Electric Company

- Заводы Dongfang Machinery и Jieling Motor Company

### Китайские предприятия (с 1870-х)
- Мукомольные и машиностроительные фабрики

- Текстильные производства (шерсть, ковры)

- Крупнейшие компании: Wanshun Iron, Beiyang Velvet, Dongya Woolen Textile

### Финансовый сектор
Концессия стала банковским центром Северного Китая:
- 1882 — открытие первого отделения HSBC

- Последовавшее за этим создание филиалов:

- Standard Chartered

- Russo-Chinese Bank

- Citibank

- Yokohama Specie Bank

### Коммерция
Основные торговые зоны:

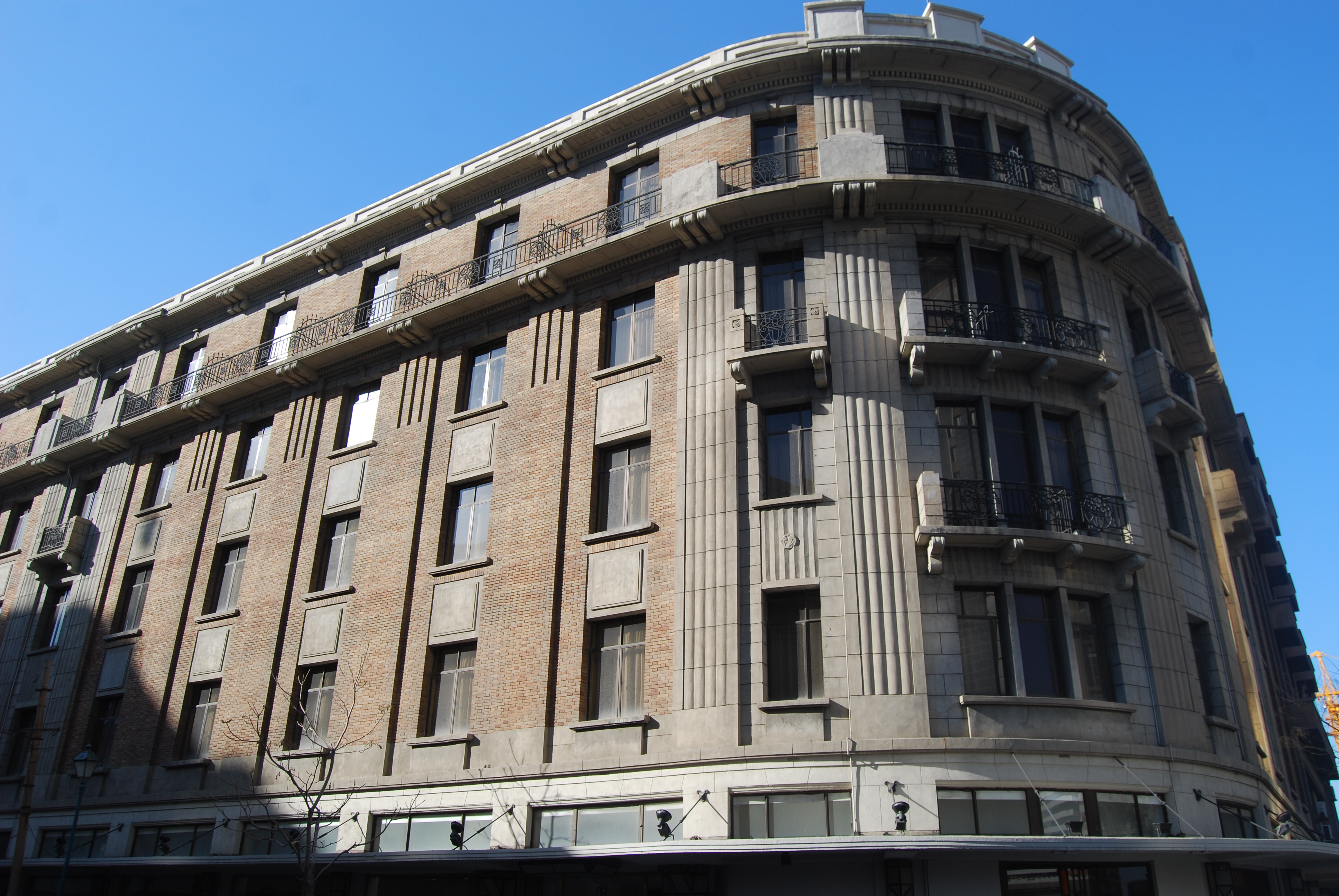
Отель «Тейлор» (1933), ныне лучший отель Тяньцзиня

- Сяобайлоу (бывшая американская концессия):

- Бары, танцзалы

- Бутики и салоны красоты

- Фешенебельные рестораны

Хуанцзяюань:
- Элитные жилые кварталы

- Представительства международных компаний

Ключевые предприятия:
- Торговые дома Jardine и Taikoo (монополия на судоходство)

- Сетевые отели (Astor, Palace, Taylor)

- Английский клуб джентльменов

Специализация торговли:
- От опиума до вооружений

- Доминирование в импортно-экспортных операциях

### Недвижимость
1920—1930-е годы стали «золотым веком» рынка недвижимости:
- Рост цен с 300 до 3000 лян за му (1913—1923)

- Массовая застройка элитного жилья

- Переезд китайской элиты (бизнесмены, политики)

- Формирование «европейского» квартала

## Жизнь в концессии

### Образование
Под влиянием и при участии миссионеров и китайцев в концессиях современное образование процветало. Поскольку британская концессия была самой развитой в Тяньцзине, её достижения в сфере образования стали олицетворением современного образования города. В 1911 году Ван Юнь основал Тяньцзиньскую частную женскую школу Цзинцунь (竞存女子学校) в британской концессии — первую женскую начальную школу в Тяньцзине. В 1927 году по инициативе Чжуан Лэфэна, директора Китайской налоговой ассоциации британского Тяньцзиня, город выделил 18 % китайских налоговых поступлений на создание Тяньцзиньской средней школы Яохуа (天津市耀华中学) в концессии, а руководителем был назначен Ван Лунгуан, куратор Бэйянского университета.
В следующем году из-за растущего числа учащихся Чжуан Лэфэн подал запрос в Британский муниципальный совет Тяньцзиня на расширение территории. Для строительства новой школы было выбрано место на берегу реки площадью 53 акра, а для проектирования здания в китайско-западном стиле был нанят британский архитектор. Позже школа с полным комплектом оборудования была перенесена на нынешнее место. Кроме того, в британской концессии существовали школы с углублённым изучением английского языка, например, Тяньцзиньская средняя школа № 20 (天津市第二十中学).

### Средства массовой информации
Параллельно с развитием образования миссионеры и китайцы в концессиях способствовали появлению газет и журналов, основанных иностранцами, большинство из которых располагались в британской и французской концессиях. 6 ноября 1886 года британо-немецкий Густав Детринг основал в британской концессии Тяньцзиня первую городскую газету — China Times. Изначально это было англоязычное еженедельное издание, авторами которого в основном были миссионеры, хорошо разбирающиеся в китайской культуре. Особенностью газеты было то, что она специализировалась на переводе и публикации китайских новостей, указов императора и «любых других китайских газет». В то время её называли «лучшей газетой Дальнего Востока». В марте 1894 года британский архитектор Уильям Беллингем при поддержке Британского муниципального совета Тяньцзиня основал Peking and Tientsin Times, которая издавалась вплоть до начала Тихоокеанской войны в 1941 году.
К 1930-м годам иностранцы основали в Тяньцзине более 40 газет, большинство из которых издавались в британской и французской концессиях и имели миссионерские корни. Помимо распространения новостей, эти издания также играли просветительскую роль. С конца XIX до начала XX века, когда все слои общества постепенно осознали важность просвещения, появилось множество читальных залов, где горожане могли бесплатно знакомиться с газетами, журналами и книгами. К началу 1930-х в Тяньцзине работало около 30 китайских и иностранных информационных агентств, распространявших более 30 видов газет общим тиражом свыше 290 000 экземпляров, из которых 187 000 распространялись локально. Также выпускалось множество таблоидов.

### Спорт

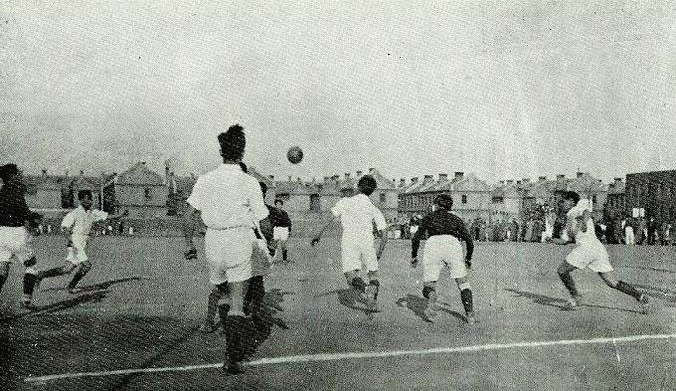
Футбольный матч в британской концессии, 1938 год

После создания концессий в Тяньцзине, с постоянным притоком британских переселенцев, различные современные виды спорта начали активно развиваться именно здесь. В городе были основаны многочисленные спортивные клубы. Появился первый публичный стадион, а в начале XX века концессия стала центром современного спорта в Тяньцзине.
В 1862 году был создан Тяньцзиньский жокей-клуб, проводивший скачки. Он стал первым спортивным клубом в британской концессии. Что касается спортивных сооружений, то в январе 1895 года на собранные средства в концессии был построен публичный стадион, известный как «Британский стадион». В 1926 году завершилось строительство стадиона Миньюань, где проводились крупные мероприятия.

## Муниципальное строительство

### Дороги
В 1870 году в концессии была построена первая дорога — от здания Старой таможни до Средней улицы (ныне Северная дорога Цзефан), проходящая мимо отеля «Лисуньдэ». Это была также первая дорога, проложенная во всех тяньцзиньских концессиях. В 1887 году перед резиденцией председателя британской концессии Густава фон Детринга муниципальный совет проложил гравийную дорогу — первую в Тяньцзине. Позже появились и другие дороги, такие как Ипподромная и Хайская авеню (ныне Дагу-роуд), хотя все они были простыми грунтовыми или гравийными.
Первоначально британская концессия имела скромные масштабы: здесь было всего три дороги, идущие с севера на юг — центральная Виктория-роуд, восточная Хэба-роуд и западная Хайда-роуд. Шесть-семь коротких дорог, проложенных с востока на запад, включали названные в честь иностранных компаний Джардин-роуд и Баошунь-роуд. После расширения концессии в конце XIX века было построено более 70 улиц, многие из которых получили названия в честь британских городов и территорий — например, Сингапурская, Кембриджская, Эдинбургская, Лондонская и Дублинская дороги.

### Парки

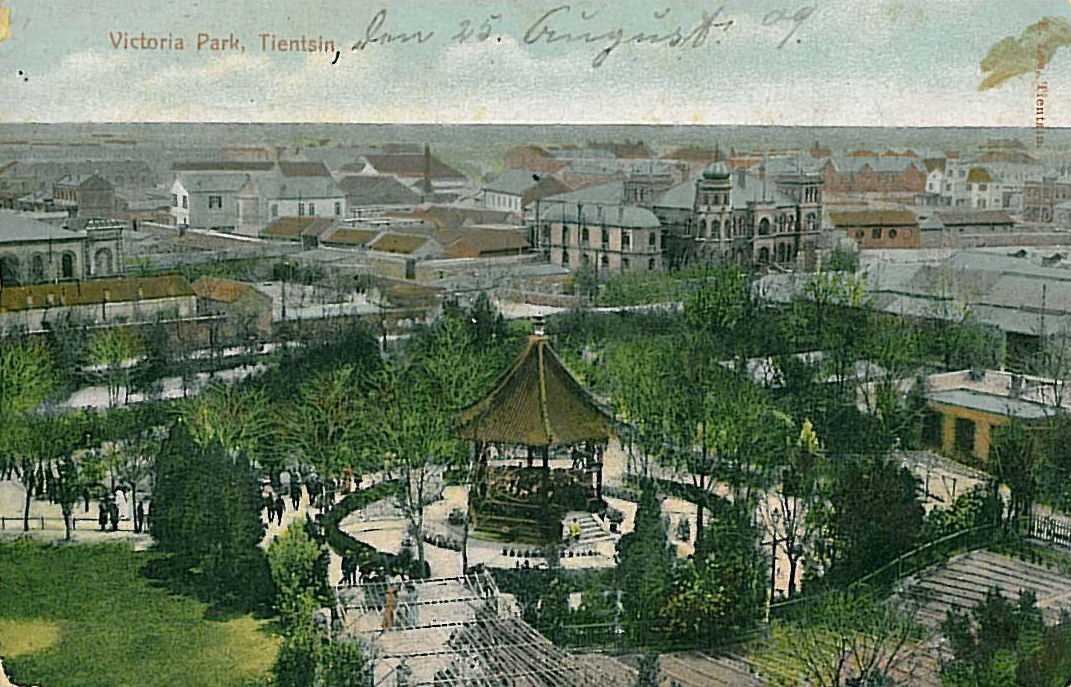
Виктория-парк в Тяньцзине, 1909 год

В рамках проекта по углублению реки Хайхэ инженерное бюро муниципального совета превратило часть осушенной территории в городские парки, включая Виктория-парк — первый благоустроенный парк британской концессии. 21 июня 1887 года, в 50-ю годовщину восшествия королевы Виктории на престол, парк площадью 18,5 акров был торжественно открыт. Его планировка соответствовала канонам западных садово-парковых традиций, а передовые для того времени озеленение, архитектура и система управления оказали значительное влияние на развитие паркового хозяйства Тяньцзиня. Помимо него, в концессии существовали Куинс-гарден (Парк королевы), Цзюбули-парк и Золотой сад Илу.

### Водоснабжение
Первая водонапорная станция концессии, построенная в 1898 году компанией Gibb, Livingston & Co. на пересечении Баодинской и Цзяньшэ-роуд, стала третьей в Китае. В январе 1923 года муниципальный совет выкупил станцию, переименовав её в «Отдел водоснабжения». Из-за сильного загрязнения реки Хайхэ в 1925 году начался переход на артезианскую воду, что значительно улучшило её качество. К февралю 1941 года в систему входили станции на Бахус-роуд, Дакра-роуд, в Куинс-гарден и водозабор Хэба. Их суммарная производительность составляла 1 363 м³ речной и 11 818 м³ артезианской воды в сутки. При общей протяжённости трубопроводов 5,57 км на 3,7 км² территории концессии плотность покрытия достигала почти 100 %.

### Электроснабжение
С 1906 года концессия получила возможность обеспечивать себя электроэнергией. Власти поручили Gibb, Livingston & Co. привлечь 250 000 юаней для строительства небольшой электростанции в районе Хуанцзя-гарден. В 1923 году были установлены две паровые турбины мощностью 1 000 кВт каждая, что позволило перейти на переменный ток. Первоначальная нагрузка составляла около 1 000 кВт, а к 1936 году мощность станции возросла до 7 000 кВт.

## Общество

### Население
До открытия концессии территория была крайне малонаселенной — здесь проживало не более 20 китайцев в разрозненных домохозяйствах. В первые годы после основания рост населения шел медленно: в 1867 году здесь проживало 112 иностранцев, к 1906 году их число выросло до 1970, а к 1938 году иностранное население достигло 4728 человек при общем населении 76 815. Однако к началу Тихоокеанской войны в концессии не осталось британских и американских подданных, опасавшихся отправки в вэйсяньский лагерь для интернированных.
Среди известных жителей концессии были Эрик Лиддел, Герберт Гувер, Гу Вэйцзюнь, Сунь Чуаньфан, Цао Кунь, Янь Хуэйцин и другие.

### Религия
В концессии действовали различные религиозные учреждения для иностранцев, включая церковь Всех Святых, Объединенную церковь и Тяньцзиньскую синагогу. В 1937 году методистская церковь начала строительство храма Святого Пути, завершенное уже после передачи концессии Китаю.
Англиканская церковь с момента открытия концессии учредила в Тяньцзине свою миссию, подчинявшуюся непосредственно Британскому миссионерскому обществу и епископу Северокитайской епархии. Еще до Боксерского восстания миссионеры при поддержке муниципального совета начали планировать создание церковной инфраструктуры.

### Правопорядок
Благодаря политике властей концессии, на ее территории полностью отсутствовали опиумные притоны, игорные дома и публичные дома, что создавало благоприятную социальную атмосферу. При расширении концессии особо оговаривался запрет учреждений, «противоречащих нормам морали». По сравнению с японской концессией здесь фиксировалась меньшая активность триад, более низкий уровень преступности и высокая социальная защищенность.

### Здравоохранение
После основания концессии здесь было построено множество больниц для обслуживания иностранцев, часть из которых создавалась миссионерами. С ростом населения китайские врачи также начали открывать здесь медицинские учреждения. Эти современные больницы заложили основу сегодняшней системы здравоохранения Тяньцзиня.
В британской концессии действовали строгие санитарные правила: запрещалось выбрасывать мусор на улицы, все отходы должны были утилизироваться в пределах домовладений. Муниципальный совет требовал от жителей оборудования исправных септиков и канализационных систем. Позже была отменена система ассенизационных обозов, и домовладельцы обязаны были оборудовать санитарные туалеты в соответствии с новыми правилами.

## Современное состояние
Территория бывшей британской концессии по-прежнему остается центральным районом Тяньцзиня. Большинство зданий сохранилось, причем многие из них поддерживаются в первоначальном виде. Районы Тайань-роуд, Пять Авеню и Северная дорога Цзефан, входившие в состав концессии, включены в список историко-культурных зон Тяньцзиня.
С марта 2010 года в бывшей британской концессии проводились масштабные реставрационные работы с воссозданием элементов исторической застройки вокруг Тайань-роуд и Северной дороги Цзефан. Проект был завершен в 2011 году.

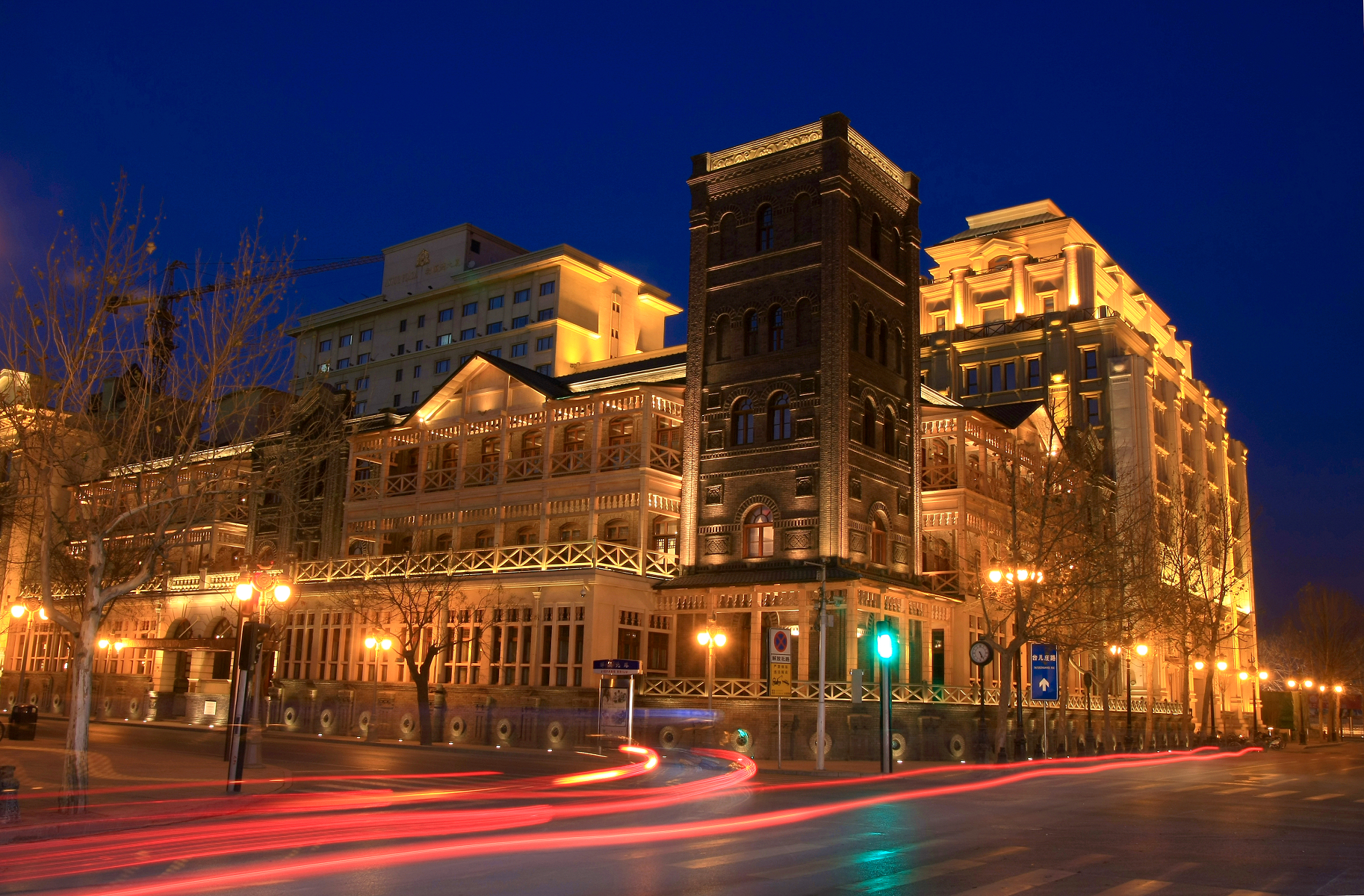
Ночной вид отеля "Астор"
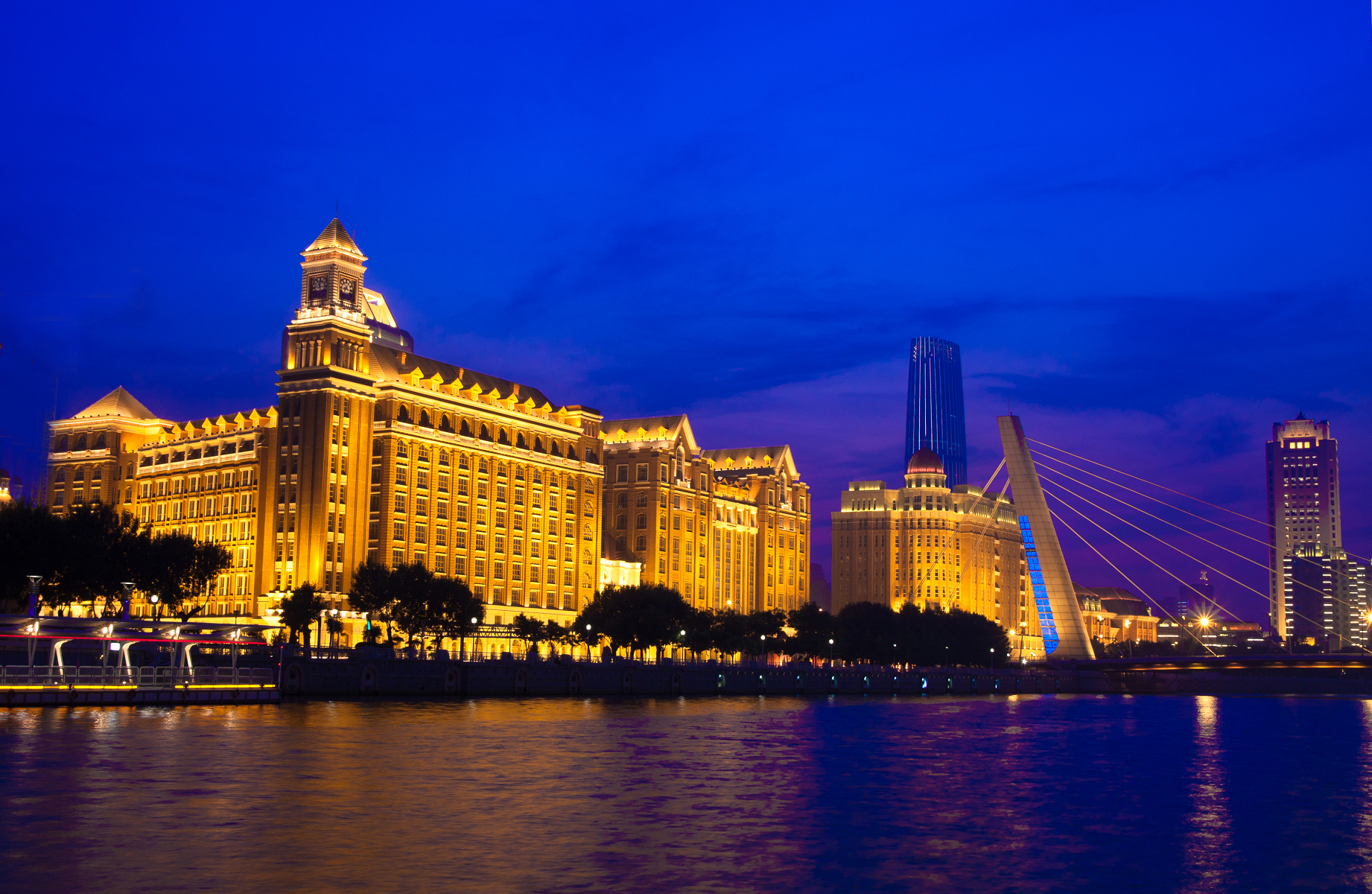
Набережная реки Хайхэ вдоль Тайань-роуд
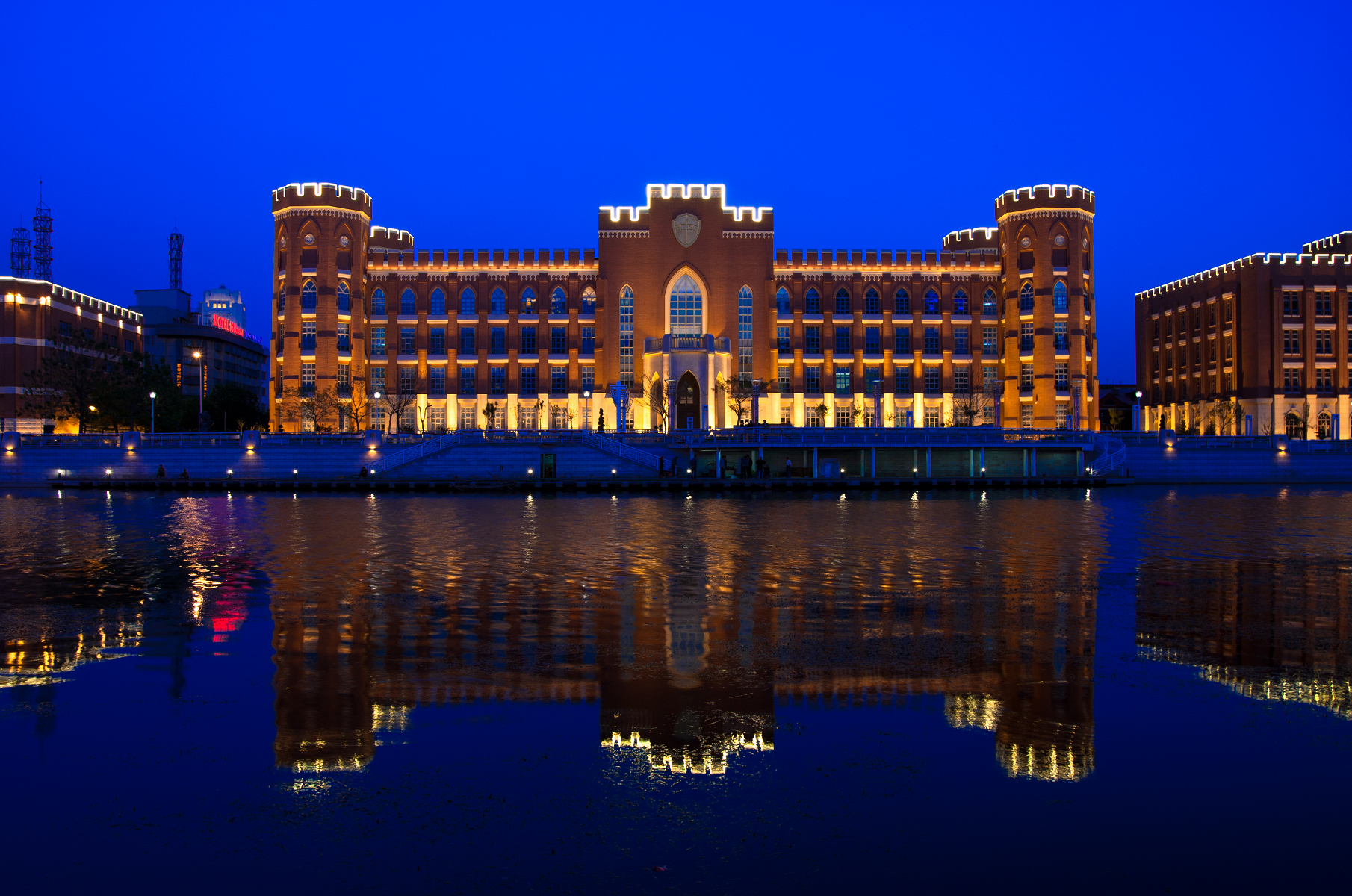
Местонахождение здания Гордон-холла
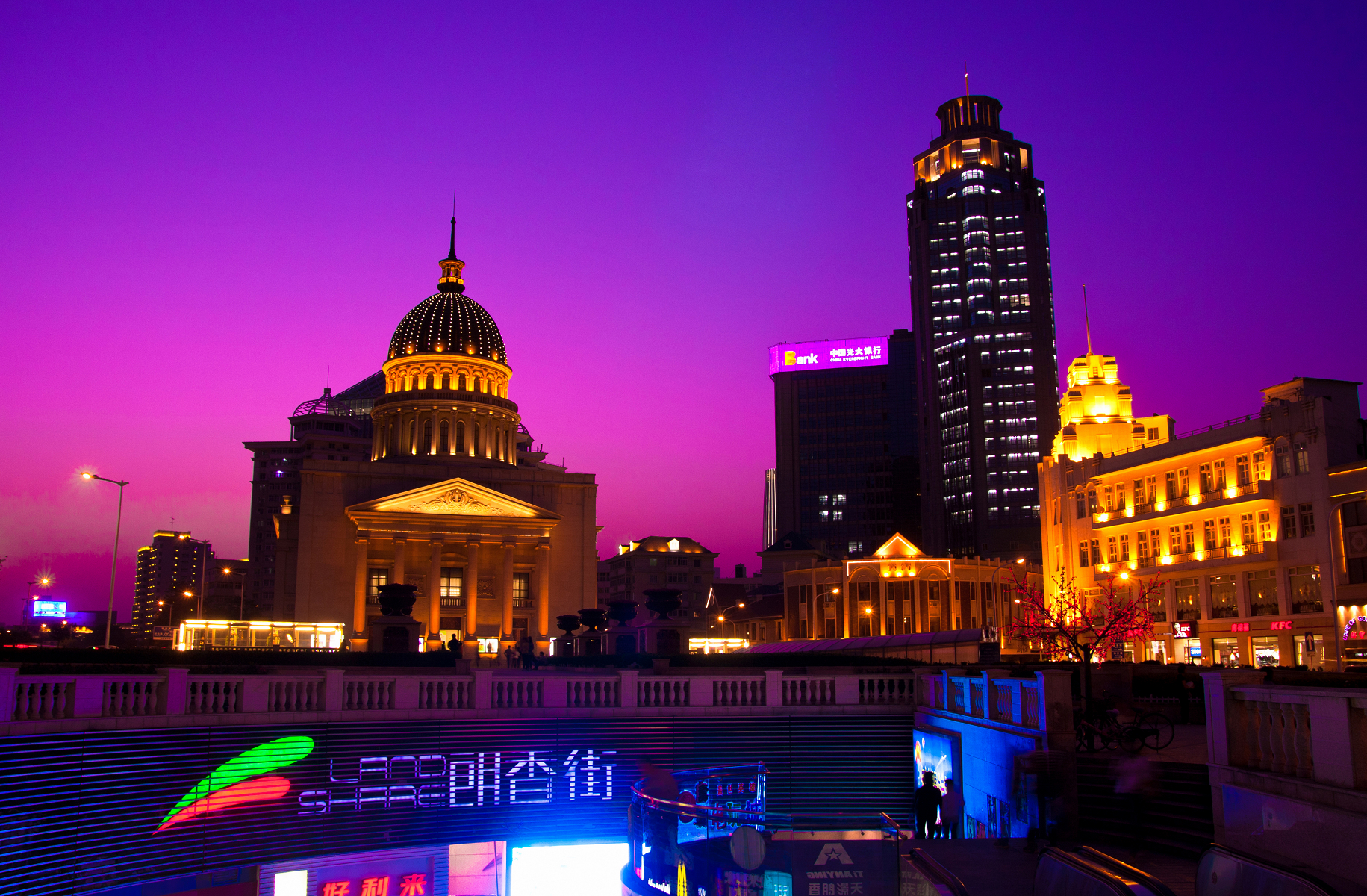
Здания колониальной эпохи в районе Сяобайлоу

## Галерея

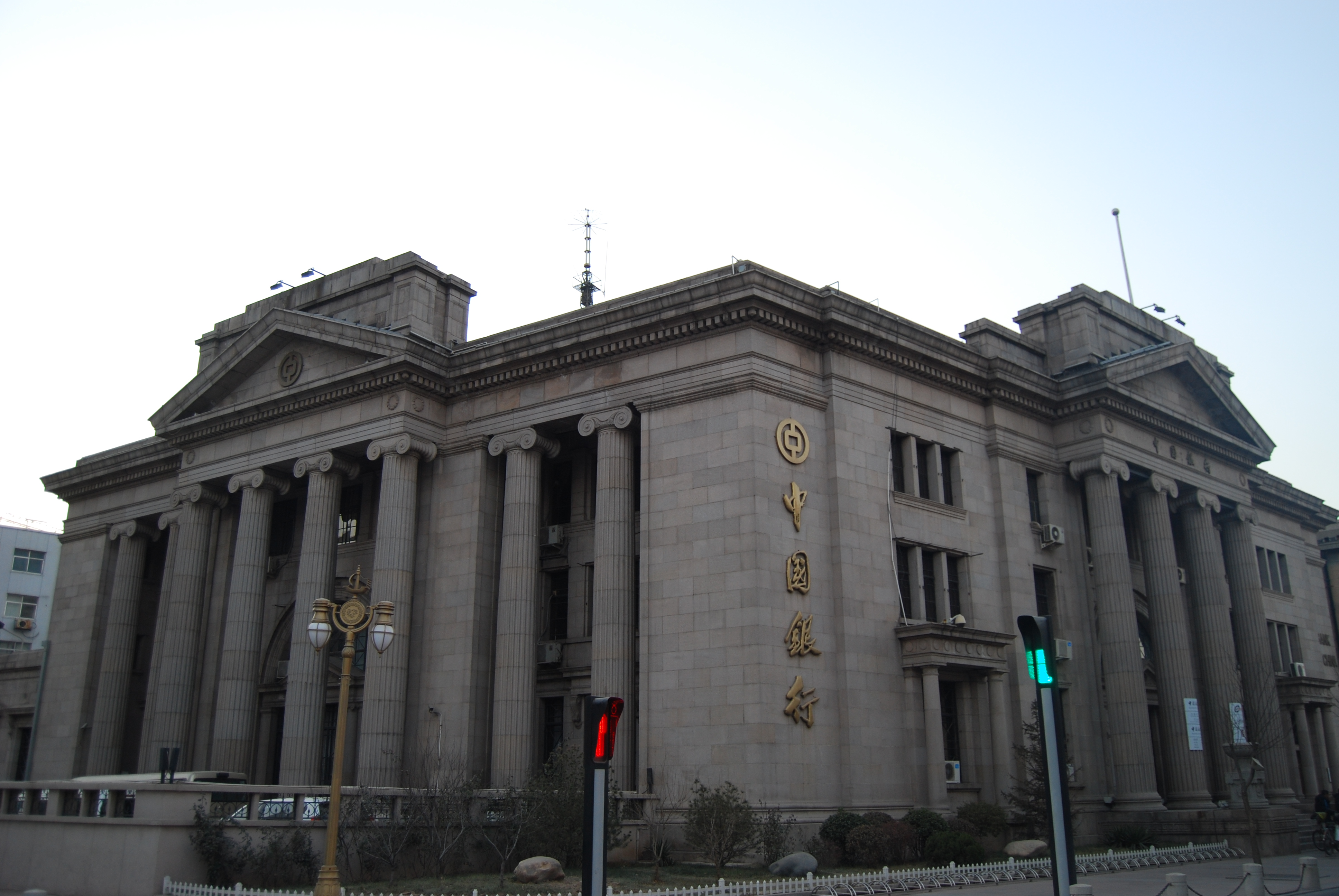
Здание HSBC на Виктория-роуд (1925)
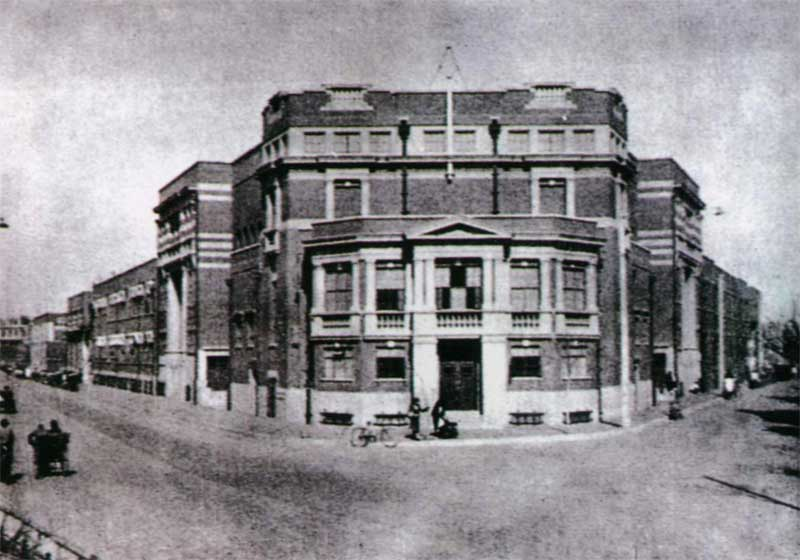
Актовый зал школы Тяньцзинь Гун Сюэ (ныне школа Яохуа), 1940-е
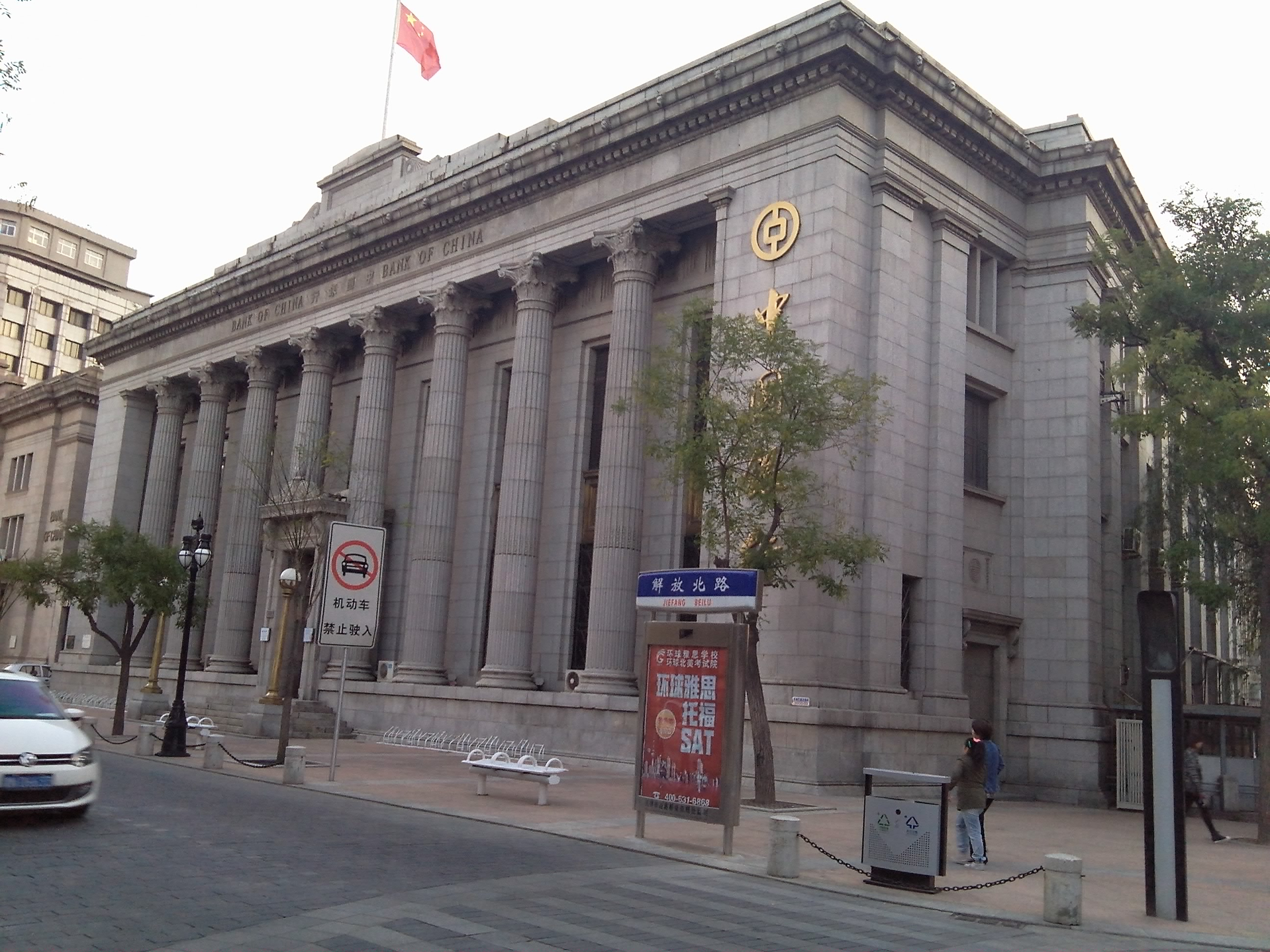
Здание Иокогамского спеси банка (1926)
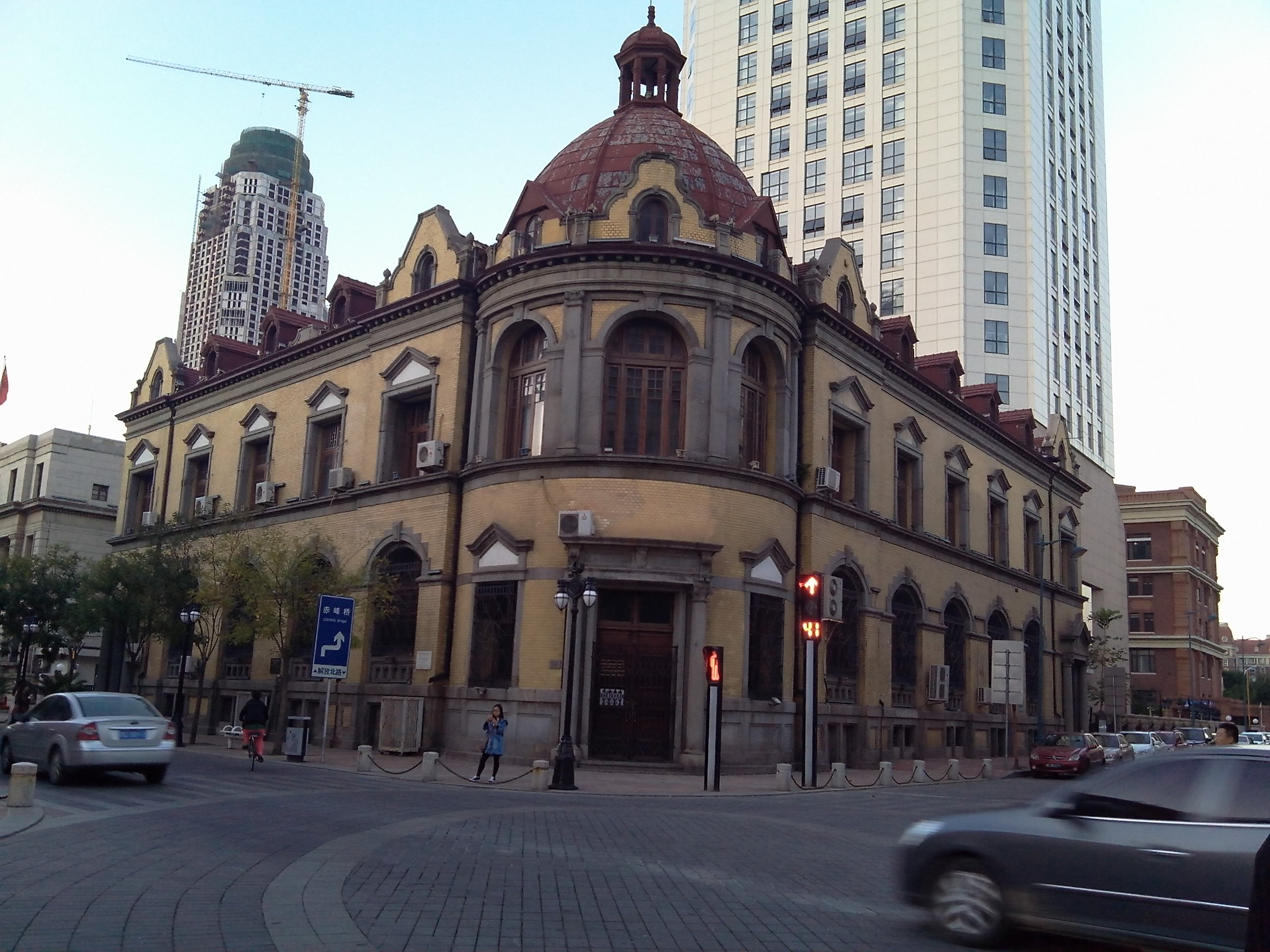
Русско-Азиатский банк (1896)
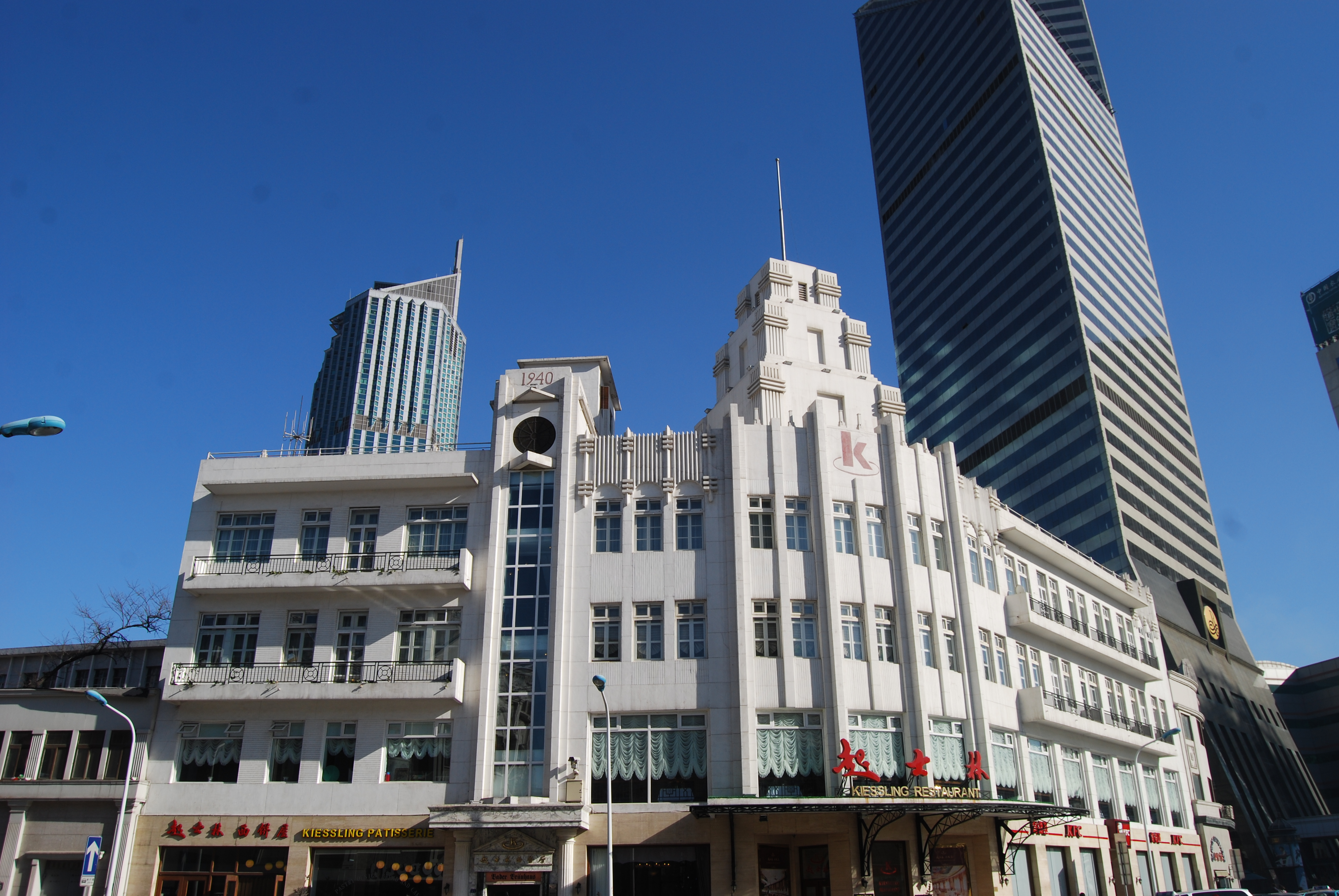
Ресторан "Виктория" (1940), ныне ресторан "Кисслинг"
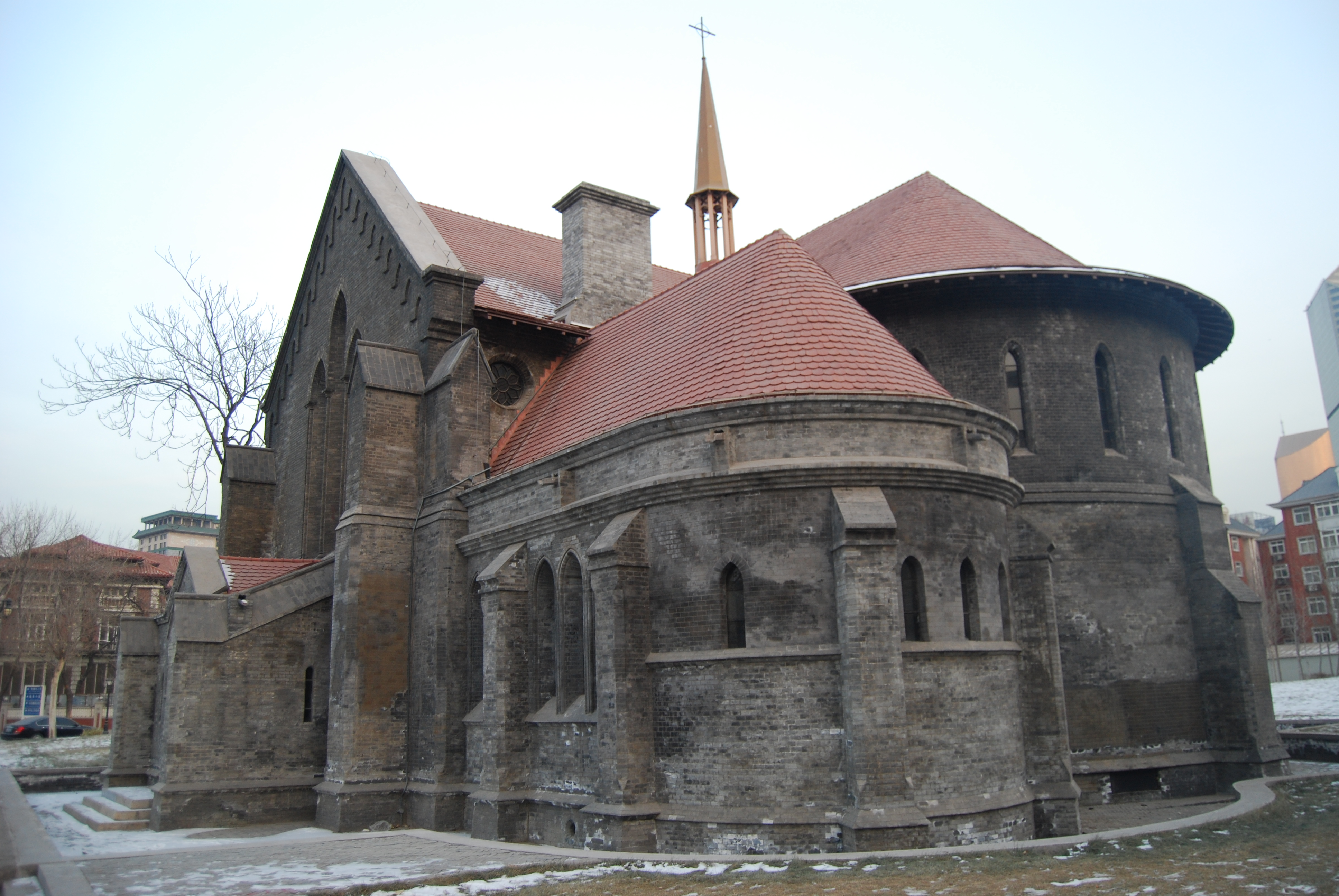
Церковь Всех Святых (1936)
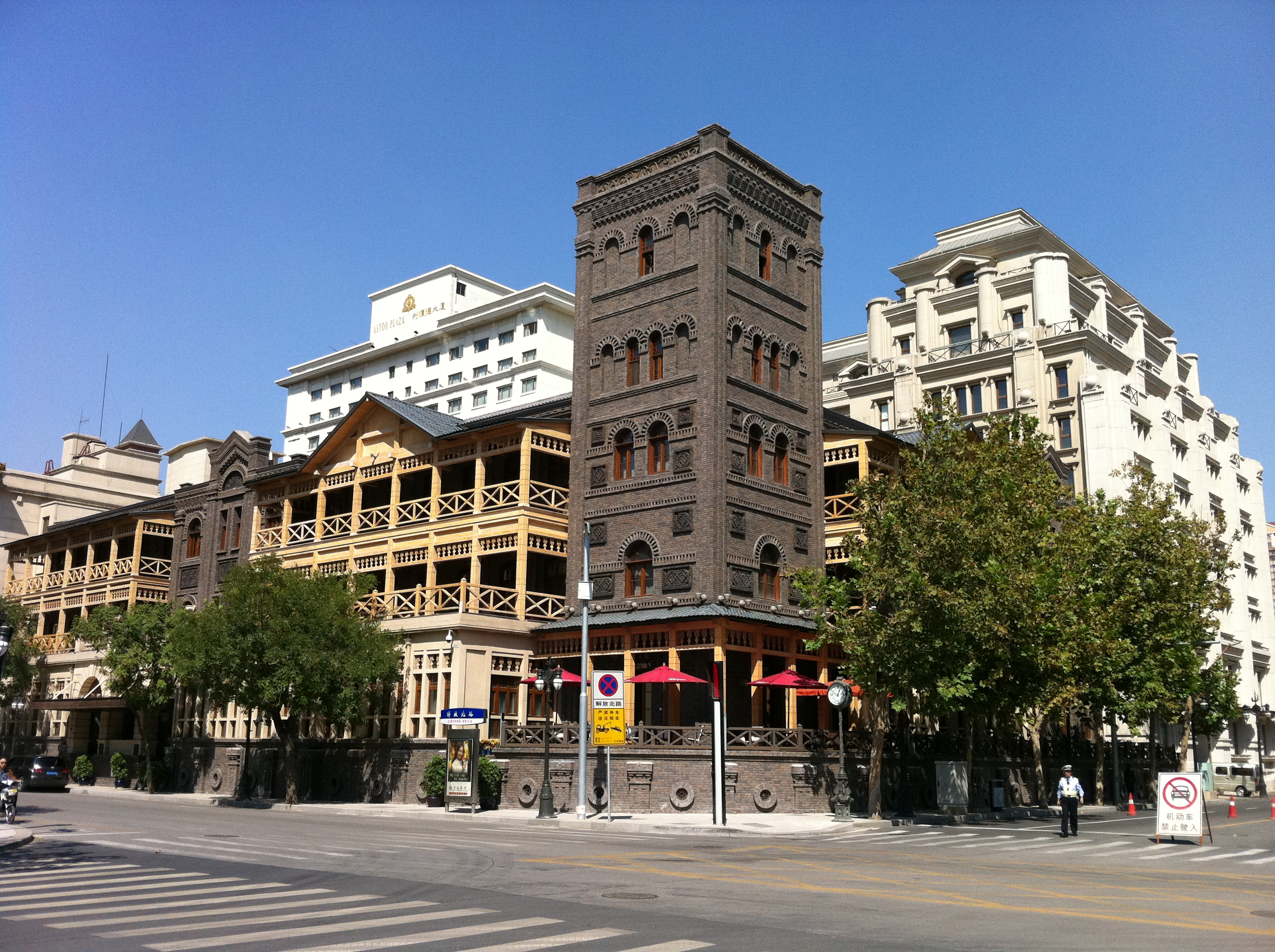
Отель "Астор" (1886) - старейшее здание концессии
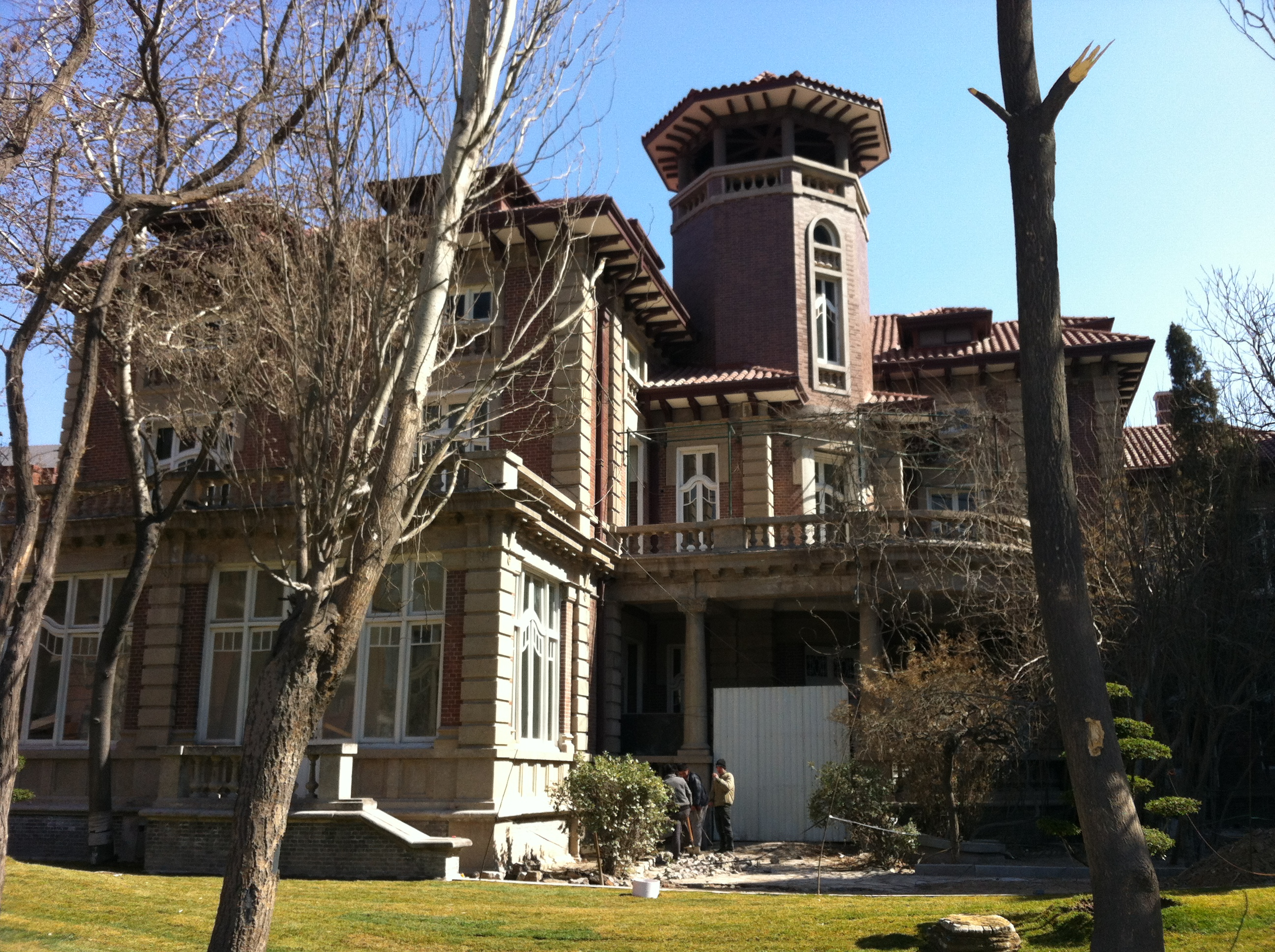
Резиденция британского генерального консула (1937)
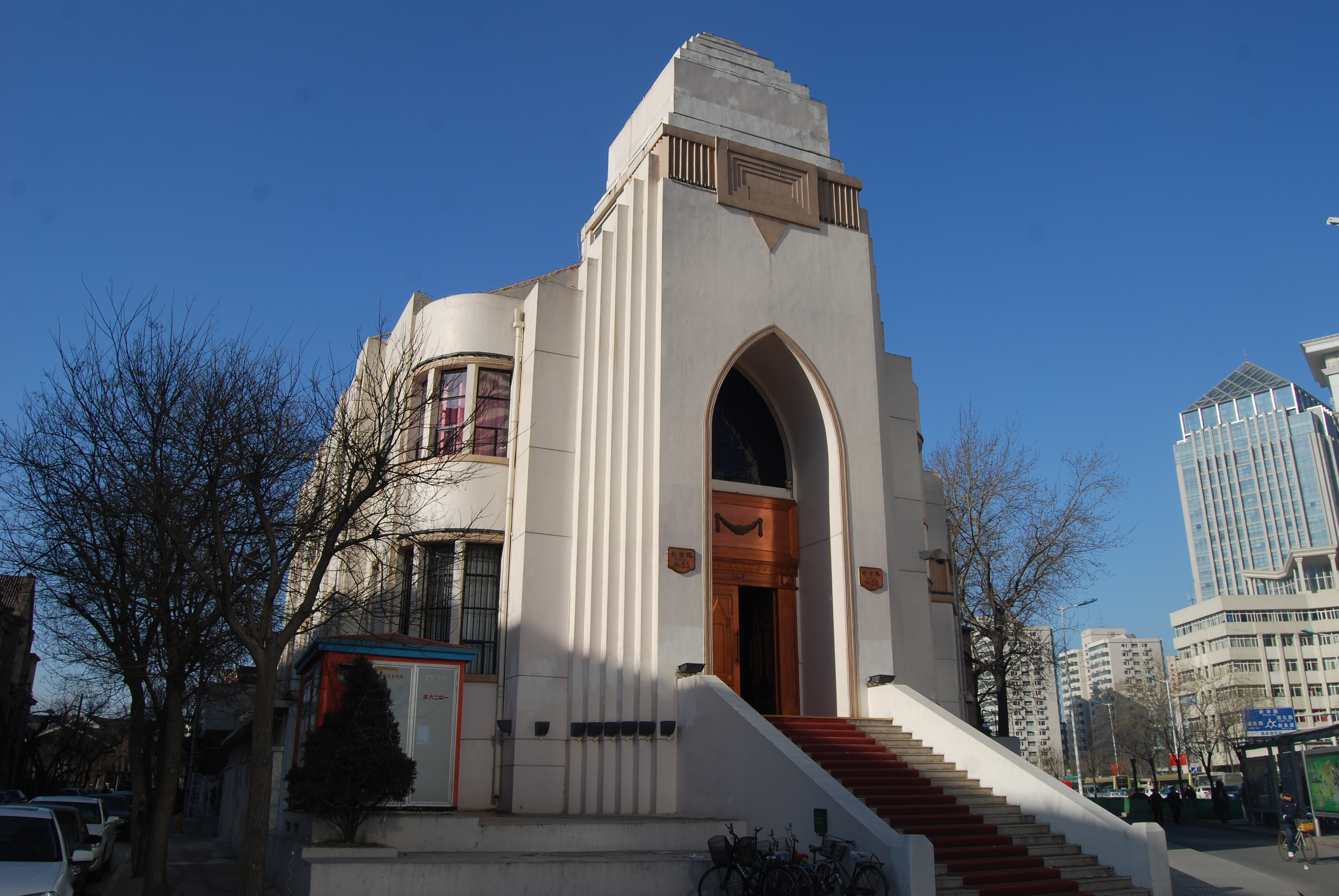
Тяньцзиньская синагога (1940)
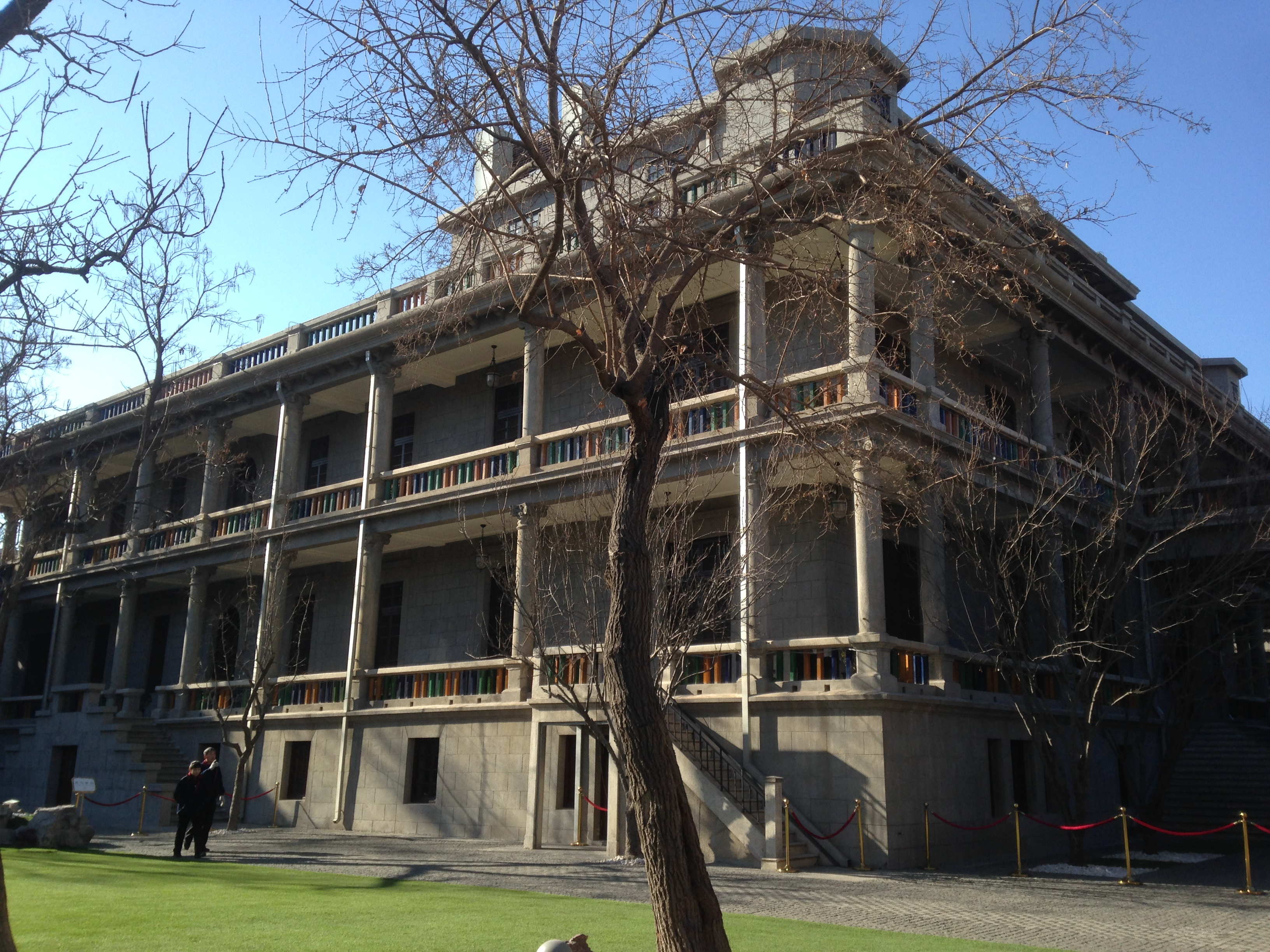
Дворец принца Цина в экстерриториальной зоне
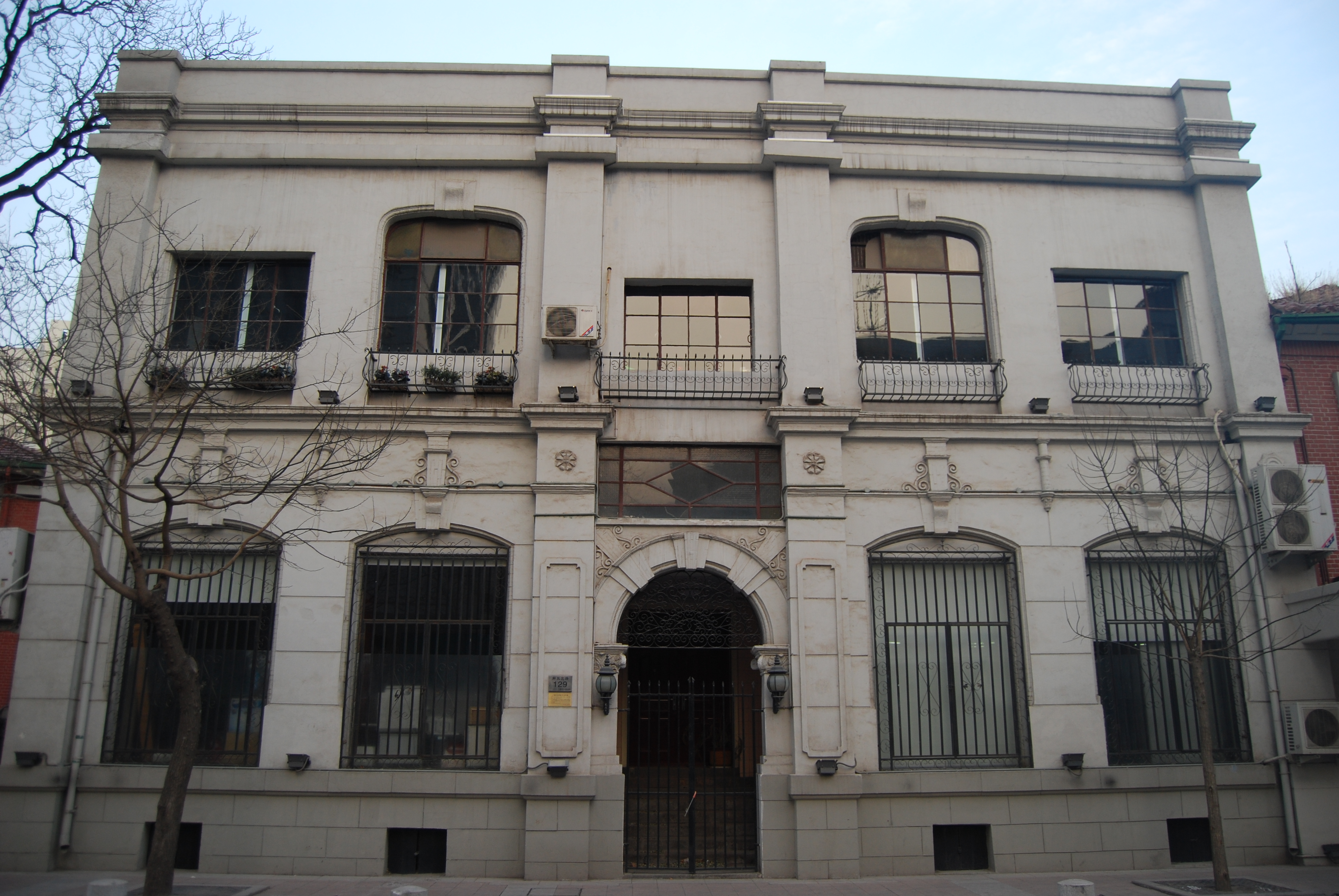
Здание Gibb, Livingston & Co. на Консульской дороге
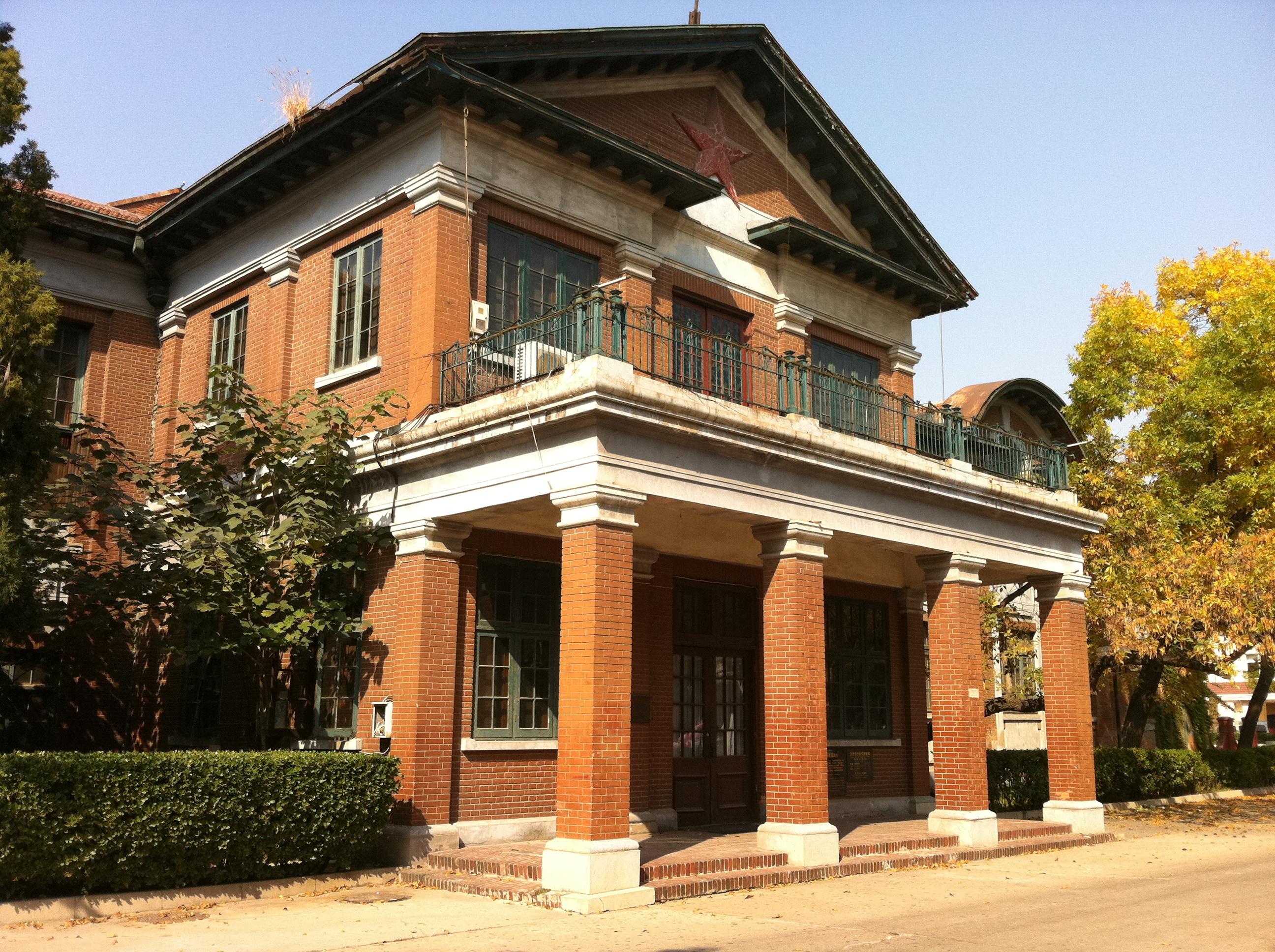
Тяньцзиньский загородный клуб (1925)

## Список генеральных консулов Великобритании в Тяньцзине
- Джеймс Монган (1860—1877) — первый консул, участвовал в создании концессии
- Уильям Хайд Лэй (1870, и. о.) — исполнял обязанности в переходный период
- Сэр Чалонер Гренвилл Алабастер (1877—1885) — способствовал развитию инфраструктуры
- Байрон Бренан (1885—1893) — период активного строительства
- Генри Барнс Бристоу (1893—1897) — занимался вопросами торговли
- Бенджамин Чарльз Джордж Скотт (1897—1899) — период Боксерского восстания
- Уильям Ричард Карлес (1899—1901) — восстановление после восстания
- Лайонел Чарльз Хопкинс (1901—1908) — развитие культурных связей
- Сэр Александр Хози (1908—1912) — расширение концессии
- Сэр Генри Инглиш Фулфорд (1912—1917) — Первая мировая война
- Уильям Поллок Кер (1917—1926) — послевоенное восстановление
- Джеймс Уильям Джеймисон (1926—1930) — экономический кризис
- Ланселот Джайлз (1928—1934) — укрепление позиций
- Джон Барр Аффлек (1935—1938) — предвоенный период
- Эдгар Джордж Джеймисон (1938—1939) — начало Японо-китайской войны
- Освальд Уайт (1939—1941) — последний постоянный консул
- Сэр Алвайн Джордж Невилл Огден (1941, и. о.) — закрытие концессии